# Brandberg (Tirol)
Brandberg ist eine Gemeinde mit 383 Einwohnern (Stand 1. Jänner 2025) im Zillertal und gehört zum Bezirk Schwaz in Tirol (Österreich). Die Gemeinde liegt im Gerichtsbezirk Zell am Ziller.

## Geografie
Brandberg liegt im Zillergrund, einem Seitental des hinteren Zillertals, das bei Mayrhofen abzweigt und vom Ziller durchflossen wird. Das Gemeindegebiet nimmt fast den gesamten Zillergrund ein und reicht bis zur Grenze mit Südtirol (Italien). Der gleichnamige Hauptort liegt etwa 200 m über dem Ziller, während die sonstige Besiedelung durch mehrere Höfe und Weiler charakterisiert ist. Der süd-exponierten Lage verdankt die Gemeinde ganztägige Sonneneinstrahlung. Die höchstgelegenen Höfe liegen auf etwa 1300 m Seehöhe.
Ein naheliegender Berg ist der Brandberger Kolm (2700 m).

### Gemeindegliederung
Brandberg besteht aus einer einzigen, gleichnamigen Katastralgemeinde und Ortschaft.
| Katastralgemeinden     | Ortschaften in der Gemeinde                                                                                         |
| ---------------------- | --- |
| Brandberg (156,48 km²) | Brandberg (R) Ahornach (W) Emberg (W) Gruben (W) Pignellen (R) Ritzl (W) Schrofen (R) Windhag (ZH) Zillergrund (ZH) |
| Legende                | |

| In der Spalte Katastralgemeinden sind sämtliche Katastralgemeinden einer Gemeinde angeführt. In der Klammer ist die jeweilige Fläche in km² angegeben. |
| In der Spalte Ortschaften sind sämtliche von der Statistik Austria erfassten Siedlungen, die auch eine eigene Ortschaftskennziffer aufweisen, angeführt. In der Hierarchieebene derselben Spalte, rechts eingerückt, werden nur Ansiedlungen, die mindestens aus mehreren Häusern bestehen, dargestellt. Die wichtigsten der verwendeten Abkürzungen sind: - M = Hauptort der Gemeinde - Stt = Stadtteil - R = Rotte - W = Weiler - D = Dorf - ZH = Zerstreute Häuser - Sdlg = Siedlung - Hgr = Häusergruppe - E = Einzelgehöft (nur wenn sie eine eigene Ortschaftskennziffer haben) Die komplette Liste der Statistik Austria ist in: Topographische Siedlungskennzeichnung nach STAT Zu beachten ist, dass manche Orte unterschiedliche Schreibweisen haben können. So können sich Katastralgemeinden anders schreiben als gleichnamige Ortschaften bzw. Gemeinden. Quelle: Statistik Austria – |

Zur Gemeinde gehören die Ortsteile Pignellen, Steglach, Dorf, Windhag, Emberg, Stein, Ahornach, Gruben, Ritzl-Pötzmann, Nößlrain-Klaushof, Häusling, Au und Bärenbad.

### Nachbargemeinden
Vier der sechs Nachbargemeinden liegen im Bezirk Schwaz.
|           | Ramsau im Zillertal und Hainzenberg         | Gerlos                                 |
| Mayrhofen | Kompassrose, die auf Nachbargemeinden zeigt | Krimml (Bezirk Zell am See / Salzburg) |
|           | Prettau (Südtirol)                          |                                        |

## Geschichte
Der Name erscheint erstmals 1350 in einer Urkunden als Pramberg oder Pramach. Er leitet sich von mittelhochdeutsch brame (‚Brombeerstrauch‘, ‚Dornstrauch‘) ab. Im 12. Jahrhundert wurde der Brandberg vom Salzburger Erzbischof in einer einzigen Rodungsaktion kultiviert. Damals wurden fünf Schwaigen (Viehhöfe) angelegt, die dem zuständigen Maierhof Zinsen und Naturalabgaben leisten mussten. Es wurde mit dem Südtiroler Ahrntal Tauschwirtschaft über die Joche betrieben. Die Schwaighöfe wurden allmählich geteilt.
Bis 1801 war Brandberg ein eigener Steuer- und Verwaltungssprengel, zu dem auch Mayrhofen gehörte.
1837 mussten 427 Zillertaler Inklinanten ihre Heimat verlassen. Darunter waren 89 Personen aus Brandberg, was fast einem Drittel der Bevölkerung entsprach. 416 wanderten nach Niederschlesien aus, elf von ihnen nach Kärnten und in die Steiermark in bestehende Toleranzgemeinden.
1960 wurde die Straßenverbindung ausgebaut, um den Tourismus anzukurbeln. 1987 wurde der Speicher Zillergründl fertiggestellt.

### Bevölkerungsentwicklung
| Brandberg: Einwohnerzahlen von 1869 bis 2024        | Brandberg: Einwohnerzahlen von 1869 bis 2024 | Brandberg: Einwohnerzahlen von 1869 bis 2024 | Brandberg: Einwohnerzahlen von 1869 bis 2024 | Brandberg: Einwohnerzahlen von 1869 bis 2024 |
| --------------------------------------------------- | -------------------------------------------- | -------------------------------------------- | -------------------------------------------- | -------------------------------------------- |
| Jahr                                                |                                              |                                              |                                              | Einwohner                                    |
| 1869                                                | 1869                                         |                                              | 340                                          | 340                                          |
| 1880                                                | 1880                                         |                                              | 307                                          | 307                                          |
| 1890                                                | 1890                                         |                                              | 300                                          | 300                                          |
| 1900                                                | 1900                                         |                                              | 276                                          | 276                                          |
| 1910                                                | 1910                                         |                                              | 260                                          | 260                                          |
| 1923                                                | 1923                                         |                                              | 259                                          | 259                                          |
| 1934                                                | 1934                                         |                                              | 236                                          | 236                                          |
| 1939                                                | 1939                                         |                                              | 236                                          | 236                                          |
| 1951                                                | 1951                                         |                                              | 219                                          | 219                                          |
| 1961                                                | 1961                                         |                                              | 253                                          | 253                                          |
| 1971                                                | 1971                                         |                                              | 302                                          | 302                                          |
| 1981                                                | 1981                                         |                                              | 319                                          | 319                                          |
| 1991                                                | 1991                                         |                                              | 336                                          | 336                                          |
| 2001                                                | 2001                                         |                                              | 349                                          | 349                                          |
| 2011                                                | 2011                                         |                                              | 351                                          | 351                                          |
| 2021                                                | 2021                                         |                                              | 371                                          | 371                                          |
| 2024                                                | 2024                                         |                                              | 382                                          | 382                                          |
| Quelle(n): Statistik Austria, Gebietsstand 1.1.2021 |                                              |                                              |                                              |                                              |

## Kultur und Sehenswürdigkeiten
- Kath. Pfarrkirche Hl. Kreuz

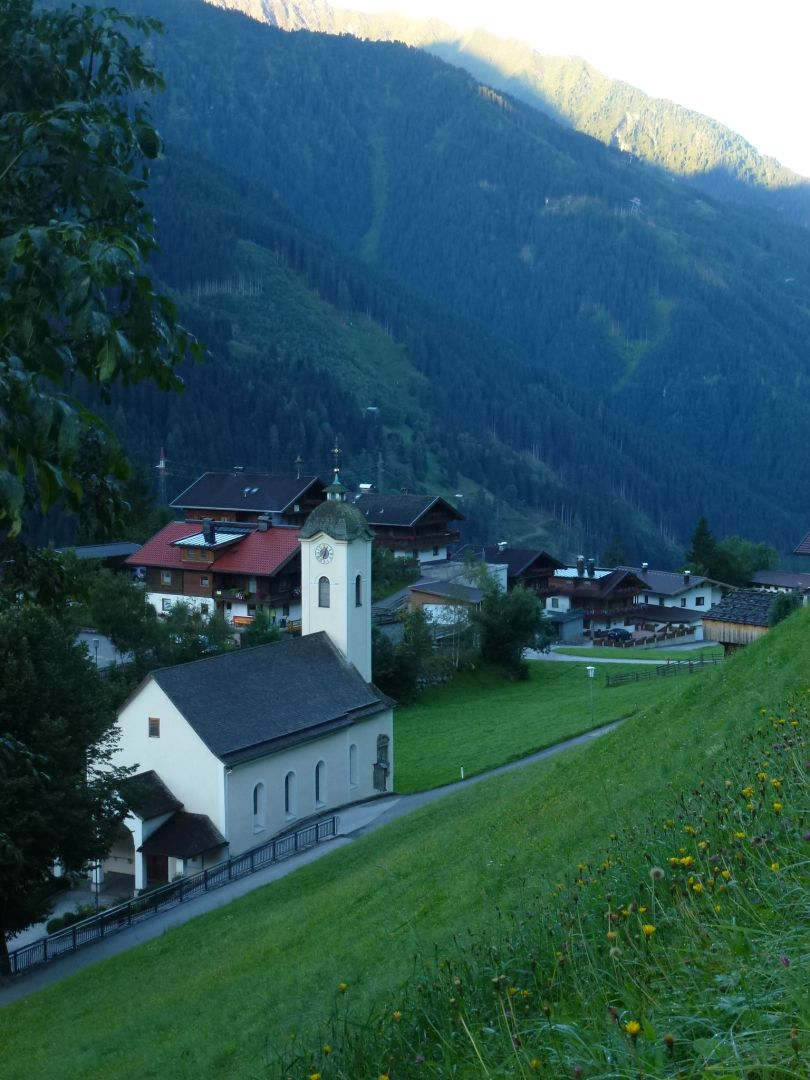
Kath. Pfarrkirche Hl. Kreuz

- Ortskapelle Maria Schnee im Zillergrund

## Wirtschaft und Infrastruktur
Haupterwerbsquellen sind die Landwirtschaft und der Tourismus, wobei Brandberg im Gegensatz etwa zu Mayrhofen den sanften Tourismus fördert. Daneben spielt die Erzeugung elektrischer Energie (Speicher Zillergründl mit Kraftwerk) eine Rolle. In den Seitentälern des Zillergründls wird vorwiegend saisonale Almwirtschaft betrieben.
Im Bereich der Gemeinde liegen zwei Schutzhütten (Kolmhaus 1845 m und Plauener Hütte 2373 m).

### Verkehr
Von Mayrhofen führen zwei Strecken nach Brandberg. Eine ist als Schluchtstrecke bekannt, die zweite und auch modernere führt durch den Brandbergtunnel, einen Tunnel von Hollenzen (einem Ortsteil von Mayrhofen) in Richtung Zillergrund und dann weiter nach Brandberg. Mittlerweile wurde jedoch auch die Sanierung und Verbreiterung der bislang in einem relativ schlechten Bauzustand befindlichen Schluchtstrecke in Angriff genommen. Die Zillertalbahn hat ihre Endstation in Mayrhofen, von dort besteht Busverkehr.

## Politik

### Gemeinderat
Der Gemeinderat besteht aus 11 Mandataren.
- Bei der Wahl 2004 gingen 68,42 Prozent der Stimmen an die Allgemeine Brandberger Liste (8 Mandate) und 31,58 Prozent an die Brandberger Heimatliste (3 Mandate).[3]
- Bei der Wahl 2010 gingen 71,62 Prozent der Stimmen an die Allgemeine Brandberger Liste (8 Mandate) und 28,38 Prozent an die Brandberger Heimatliste (3 Mandate).[4][5]
- Bei der Wahl 2016 gingen 100 Prozent der Stimmen an die Allgemeine Brandberger Liste. Sie erreichte damit alle 11 Mandate.[6]
- Bei der Wahl 2022 gingen 100 Prozent der Stimmen an die Allgemeine Brandberger Liste. Sie erreichte damit alle 11 Mandate.[7]

### Bürgermeister
Bürgermeister von Brandberg ist seit 2010 Heinz Ebenbichler.

### Wappen
Die Tiroler Landesregierung hat mit Beschluss vom 24. Jänner 1984 dieses Wappen verliehen: „In Grün eine goldene Spitze, darin ein grüner Brombeerstengel mit Blättern und schwarzer Frucht.“

## Söhne und Töchter der Gemeinde
- Hans Schneeberger (1895–1970), Kameramann